# Јово Вуковић
Јово Вуковић (Осијек, 21. јул 1959) је хрватски предузетник и политичар српске мањине.
Власник и главни директор је успешног грађевинског предузећа Вуковић Компани из Вуковара. Био је посланик Хрватског сабора у седмом сазиву.

## Биографија
Дипломирао је на Вишој грађевинској школи у Суботици и стекао звање инжењера грађевине. Радио је као шеф градилишта у предузећу „Градња“ из Осијека.
За заслуге од Српске православне цркве 1998. године добио је Орден Светог Саве другог реда. Године 2006. добио је Прву Хрватску куну златну медаљу за првих 1 одсто највећих и најбољих предузетника.
Председник је Фудбалског клуба БСК из Бијелог Брда које се такмичи у 4. Хрватској фудбалској лиги.
Ожењен је и отац једног детета. Живи у месту Бијело Брдо у општини Ердут.

### Предузетничка каријера
Власник и главни директор је успешног предузећа Вуковић Компани коју је основао 2003. године. Предузеће је од првих 10 радника нарасло до готово 400 запослених.
Неки од значајнијих пројеката предузећа су обнова у рату тешко оштећене вуковарске болнице, адаптација зграде Жупанијског суда у Осијеку, обнова Велеучилишта у Вуковару, обнова родне куће научника Милутина Миланковића у Даљу коју су заједнички финансирали Влада Републике Хрватске и Влада Републике Србије.
Његово предузеће је 2005. године добило Годишњу награду за допринос обнови и развоју привреде у Вуковарско-сријемској жупанији. Године 2007. предузеће је добило признање статуса Газела од пословних недељних новина Бизнис за покретање хрватске привреде. Исте године добили су и Прву Хрватску куну за најуспешније предузеће у Вуковарско-сријемској жупанији. Године 2010. предузеће је добило годишњу награду Златна куна у категорији великих предузећа од стране жупанијске привредне коморе Вуковарско-сремске жупаније.

### Политички ангажман
Члан је Самосталне демократске српске странке. Члан је Главног одбора Странке у више мандата.
На локалним изборима у општини Ердут био је носилац листе СДСС-а од 1997. године до данас. У два мандата је био одборник Жупанијске скупштине Осјечко-барањске жупаније. Председник је Општинског већа општине Ердут од 2009. године.
На парламентарним изборима 2011. године први пут је изабран за посланика у Хрватском сабору и у 12. изборној јединици. Посланик је био до 10. октобар 2012. године када је мандат ставио у мировање. У Сабору га је заменио Миле Хорват. У првом мандату је био члан Одбора за просторно уређење и градитељство.